# リドアイル
リドアイル（Lido Isle）は東京ディズニーシーのメディテレーニアンハーバーにある人工の離島である。半月状の形をしており、ショーのステージとしても使用され、ショーの際は船が接岸される。
リドアイルとは「リド島」（あるいは「リード島」）という意味で、イタリアのヴェネツィアに実在する同名の島（リード・ディ・ヴェネツィア）が由来。

## 公演内容
リドアイルを舞台として使用したショーを記す（リドアイルをショーの一部のエリアとして使用したものも同様）。
- ポルト・パラディーゾ・ウォーターカーニバル　（2001年9月4日〜2006年5月7日）
- ポルト・パラディーゾ・ウォーターカーニバル'エテールノ'　（2006年4月5日〜5月7日）
- レジェンド・オブ・ミシカ　（2006年7月14日〜2014年9月7日）
- リドアイル・ミート＆スマイル　（2001年9月4日〜2006年7月9日）
- ミート&スマイル　（2006年7月14日〜2011年3月11日）

- 東京ディズニーシー1stアニバーサリー・セレブレーション　（2002年9月4日〜10月20日）
- ミッキーのファンタスティックキャラバン　（2003年9月4日〜10月15日）
- Be Magical!　（2011年9月4日〜11月6日,2012年1月6日〜3月19日）
- スタイル!　（2004年9月4日〜10月24日）
- ミニーのウィッシング・リング　（2005年9月4日〜10月24日）
- マウスカレード・ダンス (2010)　（2010年9月9日〜10月31日）
- ハロウィーン・デイドリーム　（2012年9月7日〜10月31日）
- ハロウィーン・デイドリーム―スケルトンズ・サプライズ　（2013年9月9日〜10月31日）
- ウェルカム・スケルトン・フレンズ　（2014年9月8日〜10月31日）

- スウィートハート・ロマンス　（2007年1月11日〜2月13日）
- プリマヴェーラ　（2007年3月21日〜5月31日）
- プリマヴェーラ〜スプリングタイム・サン〜　（2008年4月15日〜6月30日）
- フェアリーズ・プリマヴェーラ　（2009年4月22日〜6月30日,2010年4月1日〜6月30日）
- リドアイル・ウェルカム・トゥ・スプリング　（2012年4月3日〜6月30日,2013年3月18日〜6月30日,2014年4月2日〜6月23日）

- チップとデールのクールサービス　（2005年7月〜9月,2006年7月20日〜9月10日,2007年7月20日〜9月11日,2008年7月8日〜9月11日）
- チップとデールのクールサービス“デラックス”　（2009年7月8日〜8月31日,2010年7月8日〜8月31日）
- サマーオアシス・スプラッシュ　（2011年7月8日〜8月31日,2012年7月9日〜8月31日）
- ミニーのトロピカルスプラッシュ　（2013年7月8日〜9月2日,2014年7月8日〜8月31日)

- クリスマス・ラップド・イン・リボン　（2011年11月7日〜12月25日）
- ホリデーグリーティング・フロム・セブンポート　（2012年11月7日〜12月25日,2013年11月7日〜12月25日）
- カラフルホリデーグリーティング　（2014年11月7日〜12月25日）

- ニューイヤーズ・イヴ・セレブレーション　（2001年〜2010年の毎年12月31日）

上記以外にも、東京ディズニーリゾート・ミュージック・フェスティバル・プログラムと呼ばれる外部団体による公演が不定期に開催されることがある。

## Trivia

### 橋
リドアイルには2つの橋が連絡している。橋の名前は次の通り。
- la dolce vista (階段になっている橋)
- ponte del Lido